# Megaloseptoria mirabilis
Megaloseptoria mirabilis är en svampart som beskrevs av Naumov 1925. Megaloseptoria mirabilis ingår i släktet Megaloseptoria, klassen Dothideomycetes, divisionen sporsäcksvampar och riket svampar.   Inga underarter finns listade i Catalogue of Life.